# سحر (سنحان)

تعديل مصدري - تعديل

سحر هي إحدى قرى عزلة وادي الأجبار بمديرية سنحان وبني بهلول التابعة لمحافظة صنعاء، بلغ تعداد سكانها 1071 نسمة حسب تعداد اليمن لعام 2004.